# ポルノグラファー
『ポルノグラファー』は、丸木戸マキによる日本のボーイズラブ漫画作品とそれを原作とする実写ドラマ作品、実写映画作品、ドラマCD作品である。
純情な大学生と嘘つきな官能小説家との純愛物語であり、また同時に、作家の創造と挫折の物語でもある。2人で取り組む口述筆記に始まり、妄想と現実、創作の原動力としての性愛など、活字をめぐるエロスが精緻に描れている。

## 定義
2015年5月から祥伝社の『号外on BLUE』および『on BLUE』にて連載され、2016年5月に単行本が刊行された（on BLUE comics）。著者の初コミックスにして、第8回 BLアワード 2017「次に来るBL作品ランキング」2位に選ばれた。
2018年7月、ボーイズラブ作品として初の実写連続ドラマ作品となり、配信元のオリジナルドラマ作品として史上最速で100万回視聴を達成した。
本項において、続編である『インディゴの気分』および『續・ポルノグラファー プレイバック』の記述も行う。

## 概要
ポルノグラファー
漫画は、同人誌のために描かれた作品を第一話として、2015年5月から祥伝社『号外on BLUE』『on BLUE』誌にて連載された。著者の丸木戸は、オリジナル漫画を描くにあたって自分のよく知る世界を描こうと考え、大学在学中に周辺に多かった文学系インテリの存在を主人公の文学青年の原点として描き始めた。対する久住というキャラクターは、木島とは相反する部分と共通する部分を意識して作られた。官能小説の朗読という設定は、深夜番組でのAV女優による朗読劇が着想のきっかけである（『ポルノグラファー』単行本あとがき）。掲載誌『on Blue』および同作品の編集制作は株式会社シュークリームが行っている。
通常、ボーイズラブ作品では恋愛成就を中心テーマにするものが多いなか、作家の人生を感じさせ余韻を楽しませる結末にこだわって描かれた。
単行本は、2016年5月にon BLUE comicsとして刊行され、版を重ねている（2020年1月現在、11刷）。韓国語版（2017年7月）、フランス語版（同年7月）、台湾版（中国繁体字版）（同年8月）がそれぞれ出版されており、英語版も配信サービスで購読が可能である（2019年8月から）。単行本の装丁には"小説家の物語"を意識した工夫が凝らされている。
実写ドラマは2018年7月にボーイズラブ作品として初の連続ドラマ作品として制作され、原作者が「怪作」と呼ぶ仕上がりとなった。
インディゴの気分
『ポルノグラファー』の続編として描かれた作品で、主人公木島理生と担当編集者である城戸士郎との若年時代を描いた物語である。物語の時間軸としては、『ポルノグラファー』本編の後、木島と城戸がバーで飲んでいる場面から始まり、城戸の回想として過去が語られ、また現在のバーでの場面に戻る。
これもボーイズラブの定石とは異なり、成就ばかりではない過去の恋愛をストーリーテリングの巧みさで読ませることで「筆舌に尽くしがたいラスト」を実現し、熱心な支持を得ている。創作上の師匠の登場も物語に奥行きを与えている。
単行本はこれらの内容に加えて、『ポルノグラファー』本編後の久住と木島を描いた「ポルノグラファー補遺 其ノ一」「ポルノグラファー補遺 其ノ二」を収録して2017年8月に刊行された（2019年7月現在、4刷）。韓国語版（予定）、台湾版（中国繁体字版）（2018年7月）が出版されており、英語版も配信で購読が可能である（2019年8月から）。
実写ドラマは『ポルノグラファー〜インディゴの気分〜』のタイトルで連続ドラマとして制作され、2019年2月からフジテレビオンデマンド（FOD）で配信され（2020年2月27日まで）、2019年7月24日から再編集版がフジテレビ系列で地上波放送された。
續・ポルノグラファー プレイバック
2019年2月から『on BLUE』誌上で連載を再開し、2018年10月に番外編として発表された「続・春的生活」と合わせて、2019年10月25日に単行本として発行された。著者による『アケミちゃん』（フロンティアワークス、2016年）の主要キャラクターが登場している。
2021年2月26日に『劇場版ポルノグラファー〜プレイバック〜』のタイトルで映画版が公開予定である。主な出演者とスタッフは過去2作の実写ドラマ版から続投する。

## あらすじ

### ポルノグラファー（あらすじ）
大学生の久住春彦は、官能小説家・木島理生の腕を自転車事故で骨折させた代償に口述筆記を引き受ける。淫らな物語を代筆するうち、どこか艶めかしい木島に"エロい妄想"を重ねてしまう。そこに木島との過去を匂わせる担当編集者・城戸士郎が現れ、久住の木島に対する焦燥と妄想は明確なものになっていく。やがて久住は木島の嘘に気づき激昂するが、悲憤のなかに木島への思慕を認め告白する。しかし実は木島は小説が書けないスランプにあり、将来ある久住の好意を受け入れることができない。木島は作家を辞め帰郷する決意をするが、久住から俺のために小説を書いて欲しいと求められ、ようやく本心をさらけ出す。

### インディゴの気分（あらすじ）
純文学作家の木島理生は、学生時代の華々しいデビューから一転、仕事を失い困窮していた。恩師の葬儀で木島と再開したゼミの同級生・城戸士郎は、自分が編集者として担当するレーベルでポルノ小説を書くことを持ちかける。木島は慣れない執筆に苦戦していたが、城戸を通じて官能小説の大家・蒲生田郁夫の遺作を手伝うこととなり、創作するために真実自分自身の欲望と向き合うことをせまられる。見出した欲望の向かう先の城戸はそのころ、才能ある木島に対する憧憬と嫉妬、自らの常識人としての選択の間で揺れていた。  
第一話
編集者・城戸士郎は、小説家・木島理生と酒を飲みながら、互いの "何とも説明しづらい関係" をふりかえる。
大学で同じゼミの同級生だった二人は、29歳の冬、恩師の葬儀で久しぶりに再会する。在学中に純文学の賞を受賞し文壇にデビューした木島は、城戸が自分の才能に見切りをつけ小説家になる夢を断念するきっかけとなった男だった。ところが今や仕事を失い、電車賃にもこと欠くほど金に困っているという。城戸も恋人とけんか別れし帰る家を失っていたため、家賃を支払う条件で木島の持ち家に同居することを決める。木島が金の工面ができるよう、自分の担当レーベルでポルノ小説を書くことを持ちかけるが、そこにはかつて憧れだった男への嫉妬と憎悪が混じるのだった。
第二話・第三話
木島は城戸の助言の下、官能小説を書くが、執筆は難航していた。同居生活を続けていたある晩、城戸は、木島が父親から文学や小説を否定されてきたこと、和解せぬまま父を亡くしていたことを知り、酔いつぶれて葬式に行かなかった詫びを口にする木島に、同情を覚えてしまう。また泥酔から介抱された木島は、友人から与えられた親切や食事の温もりが飢えた心にしみわたるのを感じていた。
ある日城戸は、官能小説の大家・蒲生田郁夫の担当編集者として、遺作となる作品の出版権を獲ることを命じられる。出版社社長・水谷から、もしも出版権を得られたあかつきには、ポルノではない堅実な書籍を作る同族会社へ転職させてやると言われ、別れた彼女やその両親を見返す機会になると奮起した城戸は、蒲生田の関心を得るために木島を弟子入りさせることを思いつく。蒲生田宅を二人で訪れると、木島の名前から女弟子を期待していた蒲生田は、木島に、出版権を城戸に渡す代償に城戸へ"女の真似事"をして奉仕してみせろと言う。
第三話・第四話
木島が友人のために無理難題を実行してみせたことで、蒲生田から出版権を得ることに成功する。その帰路、一線を越えた興奮と衝動にかられた二人は互いを欲望し、もつれあうようにベッドへとなだれ込む。
一夜明け、木島は住み込みの弟子として蒲生田宅へと居を移す。創作に悩む木島に蒲生田は、虚構である官能小説において、真実自分自身の欲望を書いて初めて他人を動かせるのだと教える。これまで性的に淡白だと思ってきた自分が、本当はしたいこと、されたいこと。自分の欲望に向き合うことをせまられた木島は、ひとり自らの身体に手を伸ばし友人の名をそっと口にする。しかし欲望の向かう先の城戸はそのころ、転職をめぐる選択に揺れていた。
第五話
城戸が蒲生田宅に招かれて行くと、木島のポルノ小説が書き上がったことを祝う祝宴だった。蒲生田は、相好を崩して作品を褒め、単行本の帯や挿絵や木島の筆名を差配しようとするのだった。師弟の仲を邪推した城戸は、蒲生田が退席したのち、木島に手を伸ばし、木島もそれに応え、互いに夢中で求め合う。ところがその最中、蒲生田の容体が急変し入院することになった。
毎日見舞いに足を運ぶ木島に蒲生田は、可愛い弟子に看取りの苦労はさせたくないと言い、木島は父親を看取れなかった替わりに最後まで側について学びたいと言う。二人の師弟の親子のような絆は病床にあってますます深まっていく。
第五話・第六話
出版社に打合せに出向いた木島は、城戸が結婚のために転職することを、水谷社長の口から初めて聞かされる。木島は、城戸が彼女との復縁を黙っていたこと、さらにプライドのない仕事を自分に押し付け、自分をダシに蒲生田の遺作を手に入れたことに怒り、城戸のことを信念のない上辺だけの人間であると手酷くののしる。逆上した城戸は木島につかみかかり、木島のようになりたくてなれなかった苦しみを吐露するが、木島といると自分が嫌になるという城戸の言葉に、木島は自らの想いの成就しないことを悟り、突き放して立ち去る。
その後城戸は、死期の迫った蒲生田から木島の力になるよう切願され、また自身の生き方を改めて考え、転職を撤回して今の仕事を全うする覚悟を決める。
やがて蒲生田の危篤の知らせに駆け付けると、木島は看病に憔悴しきっていた。そばに寄り添ってやると、木島は蒲生田こそが理想の父親だったと語り、その師を看取る哀しみをぽつぽつと語りだす。その明け方、蒲生田はとうとう春を待たずに木島を残して他界する。
第六話
木島とともに官能小説を作ることを選んだ城戸の決断に、木島は浮かない顔をする。お前のように生きられないと言った城戸は木島と共に歩めるのか。"何とも説明しづらい" 微妙な関係はどこに行きつくのか。

## 登場人物
演は実写ドラマ版、声はドラマCD版の出演者

### ポルノグラファー（登場人物）
木島理生 (きじま りお）〈33 - 34〉
演：竹財輝之助／声：新垣樽助
官能小説家。1984年1月18日生まれ。栃木県那須郡出身。筆名は、鬼島蓮二郎。以前は本名で純文学の作品を書いていたが、現在の編集者、城戸士郎の紹介で官能小説を書き始めた。官能小説は、読者にうける"定番ネタ"で幅広く執筆するが、SM系描写の評判がよく、そのうちの『縛愛』は資料を取り寄せたり専門家に取材したりして書いた作品である。純文学時代の代表作は『暁の星』『真昼の顔』。最も売れなかった本は『林檎の円周』である。レコードを聴くのが趣味。愛煙家。煙草の銘柄は、Peaceである。久住に負わされた怪我の治療費・慰謝料の代わりに口述筆記で仕事の手伝いをすることを提案する。
久住春彦（くずみ はるひこ）〈21〉
演：猪塚健太／声:古川慎
大学生。1997年5月12日生まれ。一人っ子。高校時代に漢字検定1級を取得、ラグビーをやっていた。故障が多かったため大学ではマネージャーをやっていたが、プレイヤーに未練があり部活から足が遠のいていた。自転車の衝突事故で木島の右腕に全治1カ月半のけがを負わせ、官能小説の口述筆記を手伝うことになった。エロいの嫌いな男なんていない、と言いつつ、木島の言動に純情な反応を示す。小説家の木島のことは「先生」と呼んでいる。木島の書く官能小説に対して、ハードだけど品がある、緊縛の描写が細かい、など適切にコメントができ、木島の作風を骨格がしっかりしていて品があると評する。妄想力がたくましい。
城戸士郎（きど しろう）
演：吉田宗洋／声：松田健一郎
桜桃社の編集者。木島の担当編集者。3月21日生まれ。大学時代の同級生で、同じゼミだった。作家志望だったが、木島のデビュー作に嫉妬するほどの衝撃を受け執筆を辞めた。木島が金に困っている時に官能小説の仕事を紹介した。学生時代の木島は女癖が悪かったと言い、当時の彼女に木島と二股かけられたことを今も忘れていない。現在は結婚して幼い娘がおり、娘の写真をスマホの待ち受け画像にする子煩悩な面も見せる。純文指向だった木島を官能小説の業界に誘ったことに責任を感じているという。木島との距離感の近さや、木島宅の合鍵を所有していることで久住に関係を疑われる。木島の嘘に早々に気がつき何かしらの企みのあることをいぶかしむが、木島から口止めされる。

### インディゴの気分（登場人物）
木島理生 (きじま りお）〈29〉
演：竹財輝之助／声：新垣樽助
大学在学中の2005年に受賞作『インディゴの気分』で小説家としてデビュー。天狼賞を受賞した同作は評価も高くベストセラーになり映画化もした。『インディゴの気分』は、「ブルーよりもさらに憂鬱な死にたくなるような気分」の意味で、作品タイトルはジャズのナンバー（ニーナ・シモン、mood indigo）が元になっている。内容は父親との軋轢やその葛藤を描いた私小説的なもの。純文学時代の代表作は『暁の星』『真昼の顔』。最も売れなかった本は『林檎の円周』である。好きな曲の一つは、スティーリー・ダンのアルバム『Aja』に収録されている「Deacon Blues」。原作では、アート・ブレイキー、チャーリー・ミンガス、ビル・エヴァンスらのレコードを聴いている。城戸の勧めで官能小説を書き始める。城戸と再会した時は出版社の担当編集者と仲たがいし、仕事も滞っており、よく酒を飲んでいる。元ヤンキーの妹がいる。

城戸士郎（きど しろう）
演：吉田宗洋／声：松田健一郎
桜桃社の編集者。木島の大学時代の同級生。母親からは孫の顔が早く見たいとせっつかれている。文学部では木島と同じゼミに所属していた。大学時代は小説家を志していたが木島のデビュー作を読み、圧倒的な筆致で自分の書きたい世界が描かれていることに驚愕し、その才能には到底かなわないと自信喪失し断念した。文学という目標を見失ってからはクラブでDJをしたりドラッグ文化に触れるなどとがっていた。学生時代の彼女だったドイツ文学科の篠崎麻美を木島に寝取られたことを腹に据えかねており、のちのちまで根に持っている。学生時代にアルバイトをしていた桃水社に就職し、現在はポルノ小説の文芸担当である。木島と再会した時は、結婚するつもりで付き合っていた彼女に家から叩き出され会社に寝泊まりしていた。社用車で都内へ戻る途中に、徒歩で帰る木島の姿を見つけ新宿方面まで送ってやろうとする。

蒲生田郁夫（がもうだ いくお）
演：大石吾朗／声：石野竜三
官能文学の大家。1939年生まれ（ドラマの著者プロフィール）、70代後半。東京都出身。木島と同様、元々は純文学出身の作家で、大衆的だが格調高い官能小説で脚光を浴びた。三度目の大手術を受け退院した後、「うまいもんは食えねえ、女は抱けねえ」が頭ははっきりしており、余命をかけて納得の行く作品を仕上げようとしている。記憶力がよく、一度麻雀を囲んだだけの城戸を覚えていた。若い時分から無頼で酒と女で遊ぶ放蕩を尽くしてきたが、大病を境に愛人達に暇をだし、家政婦に通わせ一人暮らしをしている。縁者は少なく、田舎に嫁いだ妹が一人いるのみ。若くていじりがいのある編集者が好き。作品では実践と取材にもとづく"真に迫った"エロの描写を得意とする。そのための秘密の部屋を自宅に持つ。ただし執筆に体験は必ずしも必要ではなく、例え想像であろうと、真実の自分自身の欲望を描くことで初めて他人の心や体を文学で動かせるという持論を持つ。木島にも、恥やモラルやプライドを捨てて、欲望を掘り下げ、欲望する自分を開放することをうながす。木島の手伝った遺作のタイトルは『春的（しゅんてき）生活』。死後、著書『蘭と血』が映画化された。
久住春彦（くずみ はるひこ）
演：猪塚健太／声:古川慎
広告代理店勤務の新人社会人。純情な大学生であった学生時代に自転車事故をきっかけとして現在の木島と知り合い、その後、木島と交際関係をむすぶ。
一人っ子。高校時代に漢字検定1級を取得、ラグビーをやっていた。故障が多かったため、大学ではマネージャーをやっていたが、プレイヤーに未練があり部活から足が遠のいていた。小説家の木島のことは「先生」と呼び、木島の語る内容を口述筆記して執筆を手伝うかたわら、木島の書いた官能小説を全て読んだ。木島の書く官能小説は、骨格がしっかりしていて品があると評する。妄想力がたくましい。スランプで何も書けなくなっていた木島に、自分のために官能小説を書いて欲しいと伝え、再び筆をとらせた。一度だけ同衾した木島が実家に帰郷してしまった半年後、書店で木島の新刊本を見つけ、木島が自分との約束を守って本を書いたこと、本に自分と木島との物語が書かれていることを知り、一念発起して就職活動をがんばり、一流企業に就職してから木島を迎えに行く。遠くに暮す木島と辛抱強く文通をつづけていた。

### 續・ポルノグラファー プレイバック（登場人物）
木島理生 (きじま りお）
演：竹財輝之助
官能小説家。一時スランプであったが、大学生だった久住春彦と出会い、再び筆を執った。現在は田舎で農業を営む母親や妹一家と同居しながら執筆を続けている。東京に住む久住と遠距離恋愛中である。
久住春彦 (くずみ はるひこ）
演：猪塚健太
大手広告代理店の新入社員。学生時代に自転車事故をきっかけに木島と知り合い口述筆記を行っていた。木島と粘り強く文通し交際にいたり、現在は多忙な勤務の合間をぬって木島の田舎を訪れるなど意思の疎通をはかろうと努力している。
明実春子 (あけみ はるこ）
演：松本若菜
スナックアケミを営み、息子の静雄と二人暮らしをしている。男性関係が奔放なことで知られている。腕を怪我した木島をスナックのある自宅に滞在させる。
明実静雄 (あけみ しずお）
演：奥野壮
春子の息子。母子家庭で母親を支えているが、陰のある静かな青年。母親が木島の負傷に関わったことをきっかけに、木島から官能小説の口述筆記を頼まれる。
菜月 (なつき）
演：小林涼子
木島の妹。実母と同居し農業を営んでいる。二児の母。若い頃は不良少女（ヤンキー）であったといい、世事に疎い実兄の木島をしばしば非難している。
洋次 (ようじ）
演：前野朋哉
菜月の夫、木島の義理の弟。菜月の母親や木島と同居し農業を営んでいる。菜月と木島の兄妹の関係を気遣う様子を見せる。
城戸士郎 (きど しろう）
演：吉田宗洋
木島の担当編集者。木島の学生時代からの友人であり、作品の理解者。かつて純文学で行き詰っていた木島を官能小説家としてデビューさせた。木島と微妙な関係を結んでいたこともあるが、現在は妻と娘の彩花と暮らしている。
蒲生田郁夫 (がもうだ いくお）（回想）
演：大石吾朗
木島の創作活動上の恩師。木島と同じく純文学出身である官能小説の大家で、遺作を手伝う短い期間の関わりであったが、父親と疎遠だった木島にとって最良の理解者であり、現在も創作に大きな影響をおよぼしている。

## 作品リスト

### 『ポルノグラファー』
2016年5月25日発売、祥伝社〈onBLUE comics〉、ISBN 978-4-39-678382-2
| 話数       | 初掲載誌           | 発表年月   | 本編との時間的関係 |
| 第一話     | 号外on BLUE vol. 3 | 2015年5月  | 本編               |
| 第二話     | 号外on BLUE vol. 3 | 2015年5月  | 本編               |
| 第三話     | 号外on BLUE vol. 4 | 2015年8月  | 本編               |
| 第四話     | 号外on BLUE vol. 4 | 2015年8月  | 本編               |
| 第五話     | on BLUE vol. 19    | 2015年10月 | 本編               |
| 第六話     | on BLUE vol. 20    | 2015年12月 | 本編               |
| 最終話     | on BLUE vol. 21    | 2016年2月  | 本編               |
| エピローグ | 描きおろし         | 2016年6月  | 後日談             |

### 『インディゴの気分』
2017年8月25日発売、祥伝社〈onBLUE comics〉、ISBN 978-4-39-678422-5
| 話数 サブタイトル           | 初掲載誌        | 発表年月   | 本編との時間的関係                                             |
| 第一話 ブルーより深い青     | on BLUE vol. 24 | 2016年8月  | 過去編                                                         |
| 第二話 父の影               | on BLUE vol. 25 | 2016年10月 | 過去編                                                         |
| 第三話 悪い男               | on BLUE vol. 26 | 2016年12月 | 過去編                                                         |
| 第四話 春的生活             | on BLUE vol. 27 | 2017年2月  | 過去編                                                         |
| 第五話 溝                   | on BLUE vol. 28 | 2017年4月  | 過去編                                                         |
| 第六話 玉稿拝受／消えない炎 | on BLUE vol. 29 | 2017年6月  | 過去編／ 後日談や番外編よりもさらに後 (シリーズ中の最新の時期) |
| ポルノグラファー補遺 其ノ一 | 同人誌          | 2016年10月 | 後日談のつづき                                                 |
| ポルノグラファー補遺 其ノ二 | 描きおろし      | 2017年9月  | 後日談の翌日                                                   |

### 『續・ポルノグラファー プレイバック』
2019年10月25日発売、祥伝社〈onBLUE comics〉、ISBN 978-4-39-678493-5
| 話数 サブタイトル                            | 初掲載誌       | 発表年月   | 本編との時間的関係                                  |
| 〈續・ポルノグラファー 〉プレイバック 第1話  | on BLUE vol.39 | 2019年2月  | 後日談と番外編(続・春的生活)の間                    |
| 〈續・ポルノグラファー 〉プレイバック 第2話  | on BLUE vol.40 | 2019年4月  | 〃                                                  |
| 〈續・ポルノグラファー 〉プレイバック 第3話  | on BLUE vol.41 | 2019年6月  | 〃                                                  |
| 〈續・ポルノグラファー 〉プレイバック 最終話 | on BLUE vol.42 | 2019年8月  | 〃                                                  |
| 番外編 続・春的生活                          | on BLUE vol.37 | 2018年10月 | 後日談と「消えない炎」の間 (「プレイバック」より後) |
| 追伸                                         | 描きおろし     | 2019年10月 |                                                     |

## 受賞歴
- 第8回 BLアワード 2017「次に来るBL作品ランキング」2位[2]。
- 宙出版『このBLがやばい！2017年度版』「期待のニューカマー」[24]。
- 宙出版『このBLがやばい！2017年度版』「メガネ ザ ベスト」1位（木島理生）[24]。受賞に言及したイラストを著者がtwitterで公開している[25]。

## 実写ドラマ
フジテレビオンデマンド (FOD)のオリジナルドラマとして、清水一幸企画、三木康一郎脚本・監督、竹財輝之助と猪塚健太主演で全6話の連続ドラマが制作された。2018年7月28日0時にFODにて先行配信が、同年8月8日25時25分からフジテレビで地上波（関東ローカル）放送が、同年10月3日26時05分からテレビ熊本で放送が開始された。2019年12月2日からBSフジにて全国放送された。FODで現在も配信中である。また、2019年2月発売のBlu-ray版およびDVD版にはディレクターズカット完全版本編が収録されている。
ポルノグラファー 〜インディゴの気分〜
前作『ポルノグラファー』に対する視聴者からの反響と続編への要望に応え、監督の三木康一郎を始め、竹財輝之助、吉田宗洋、猪塚健太ら同キャストが続投した他、制作スタッフや主題歌も前作とほぼ同じ顔ぶれが担当。フジテレビオンデマンド（FOD）のオリジナルドラマ作品として制作され、2019年2月28日からFODにて配信が、同年7月24日1時25分から配信版を再編集した内容がフジテレビ系の地上波で放送された。FODで現在も配信中である。2019年度のFODの新作オリジナルドラマ作品の筆頭として紹介されている。

### 主要キャスト
ポルノグラファー
- 木島理生 - 竹財輝之助
- 久住春彦 - 猪塚健太
- 城戸士郎 - 吉田宗洋
- 横田祐介 - 上田悠介

ポルノグラファー〜インディゴの気分〜
- 木島理生 - 竹財輝之助
- 城戸士郎 - 吉田宗洋
- 久住春彦 - 猪塚健太
- 蒲生田郁夫 - 大石吾朗
- 水谷社長（桃水社） - 山中聡

### スタッフ
ポルノグラファー
- 原作 ‐ 丸木戸マキ『ポルノグラファー』（祥伝社 / on BLUE comics）
- 演出・脚本 ‐ 三木康一郎
- 音楽 ‐ 小山絵里奈
- 企画・プロデュース ‐ 清水一幸（フジテレビジョン）
- プロデューサー ‐ 栁川由起子（共同テレビ）
- アソシエイトプロデューサー ‐ 齋藤理恵子（共同テレビ）
- 制作協力 ‐ 共同テレビ
- 制作著作 ‐ フジテレビジョン

ポルノグラファー〜インディゴの気分〜
- 原作 - 丸木戸マキ『インディゴの気分』（祥伝社 / on BLUE comics）
- 演出・脚本 - 三木康一郎
- 音楽 - 小山絵里奈
- 企画・プロデュース - 清水一幸（フジテレビジョン）
- プロデューサー - 栁川由起子（共同テレビ）、齋藤理恵子（共同テレビ）
- 制作協力 - 共同テレビ
- 制作著作 - フジテレビジョン

### 音楽

#### 主題歌
ポルノグラファー
- Twilight Dreams（鬼束ちひろ）

鬼束ちひろが15年ぶりにドラマ主題歌を担当した。
ポルノグラファー 〜インディゴの気分〜
- End of the world（鬼束ちひろ）

前作からの続投で鬼束ちひろが担当し、本作のために楽曲を書き下している。ボーイズ・ラブドラマとの親和性の高さが評価された究極の純愛ソングで、ドラマの世界とリンクした歌詞の儚く美しい世界に音源化の要望が殺到し、最終回を目前にした2019年3月27日、配信リリースされた。

#### 使用楽曲
ポルノグラファー
- 「ポルノグラファー」オリジナルサウンドトラック（小山絵里奈）（全編）
  - Pornographer (main theme)
  - Platonic Love
  - コトバ遊び
  - 晴れ時々雨
  - 追憶

- Alone With A Heart (John Dankworth, Jacqueline Dankworth)　（第2話、第4話）
- I'll Have To Let You Go (John Dankworth, Jacqueline Dankworth)　（第4話）

ポルノグラファー 〜インディゴの気分〜
- 「ポルノグラファー〜インディゴの気分〜」オリジナルサウンドトラック（小山絵里奈）（全編）
  - 青藍
  - み空色
  - 深藍
  - 勿忘草
  - ポルノグラファー〜インディゴの気分〜 Main theme・Remix ver
  - ポルノグラファー〜インディゴの気分〜 Main theme・Piano ver

- Alone With A Heart (John Dankworth, Jacqueline Dankworth) （第1話、第6話）
- November Moments  (John Dankworth, Jacqueline Dankworth) （第1話）

### 製作
ポルノグラファー
ドラマ化のプロセスは出演者、監督、プロデューサーらへのインタビュー、対談、鼎談として記録・公表されている。
ボーイズラブ作品としてではなく、「ラブストーリーの主人公たちが、たまたま男同士」だったというスタンスで新しい恋愛ドラマの一つとして制作され配信された。男同士の恋愛を描いた作品として同年にヒットした『おっさんずラブ』（テレ朝）と比較されることがあるが、その放送開始前から『ポルノグラファー』の映像化は企画されていた。ただし、コメディ作品である同作との差別化は意識してつくられた。
『ポルノグラファー』と『インディゴの気分』がBL漫画初の連続ドラマの原作に選ばれた理由について、漫画の担当編集の小林愛は、恋愛関係にいたるふたりの感情が納得できること、出演者の感情移入を妨げない現実的なキャラクター像やストーリー展開を挙げている。また、プロデューサーの清水一幸も、原作を読んで30分後には三木監督とドラマ化の話をしていた、それほど面白かったと、人間ドラマとしての面白さを指摘している。
原作の季節は晩秋から初冬であるが、ドラマの季節は夏となっている。1分29秒のキスシーンをはじめ、恋愛ドラマとしての美しさや心情の細やかさが追求された映像は、視聴者の話題を集め、出演者や原作者にとっても印象深いものとなった。  配信版と地上波放送版との違いがあるのは以下のとおりである。
- 第1話のポルノ小説の映像化部分
- 第2話の教室での情事の妄想の場面
- 第5話の告白後の場面

Blu-ray版やDVD版に収録されたディレクターズカット完全版では、配信版をベースに第6話に回想シーンが追加され、キスシーンが長尺になっている。
ポルノグラファー 〜インディゴの気分〜
内容は、原作の『インディゴの気分』全6話と、同単行本収録の「ポルノグラファー補遺　其ノ一」「其ノ二」の一部を再構成して実写化したものである。ドラマ化のプロセスは、出演者へのインタビュー、原作者も加わった座談会、プロデューサーが加わった座談会やインタビューなどの形で公表されている。また、FODにて竹財、吉田、大石、猪塚のインタビュー動画が配信されている。 前作『ポルノグラファー』とあえてポーズやカメラワークを近づけてオマージュとして撮影されたシーンが複数存在する。
配信ドラマとして制作され、のちに地上波放送のために時間を切り詰め性表現を緩和するための再編集が行われた。  

### 配信・放送日程
ポルノグラファー
| 話数 | 配信開始日    | 放送日        | サブタイトル         | 演出       |
| ---- | ------------- | ------------- | -------------------- | ---------- |
| #1   | 2018年7月28日 | 2018年8月08日 | 未知なる感情の目覚め | 三木康一郎 |
| #2   | 8月04日       | 8月15日       | 愛情と嫉妬の狭間で   | 三木康一郎 |
| #3   | 8月11日       | 8月22日       | 欲望と衝動の夜       | 三木康一郎 |
| #4   | 8月18日       | 8月29日       | 愛情から起因する闇   | 三木康一郎 |
| #5   | 8月25日       | 9月05日       | 偽りと真実のあいだで | 三木康一郎 |
| #6   | 9月01日       | 9月12日       | 愛欲と理性の果てに   | 三木康一郎 |

ポルノグラファー 〜インディゴの気分〜
| 話数 | 配信開始日    | 放送日        | サブタイトル             | 演出       |
| ---- | ------------- | ------------- | ------------------------ | ---------- |
| #1   | 2019年2月28日 | 2019年7月24日 | 運命は青藍のように       | 三木康一郎 |
| #2   | 3月07日       | 7月31日       | 忘却の時を求めて         | 三木康一郎 |
| #3   | 3月14日       | 8月07日       | 理性の限界を超えた目覚め | 三木康一郎 |
| #4   | 3月21日       | 8月14日       | 愛するということ         | 三木康一郎 |
| #5   | 3月28日       | 8月21日       | 裏切りと悲しみの連鎖     | 三木康一郎 |
| #6   | 4月04日       | 8月28日       | 存在することの彼方へ     | 三木康一郎 |

### 作品の評価
ポルノグラファー
原作に忠実な性描写を含む表現で地上波放送の可能性に挑戦しながら、映像美をたたえた純愛ラブストーリーとして描かれ、FODのオリジナルドラマ作品として史上最速で100万回視聴を達成したり、FOD入会者数の大幅な増大につながるなど、熱く広い支持を集めた。そのため恋愛ドラマの新しい潮流として注目されたり、社会現象として話題になったりし、台湾や中国のメディアでも取り上げられている。中国で2018年にもっとも人気と評価の高かった日本ドラマのランキングで第7位となった（エンタメレビューサイト豆瓣 (Douban) 発表）。ポータルサイト新浪 (Sina) によると、「多くのファンが『ポルノグラファー』を特に愛し、ドラマと、これを演じた見目の良い二人の俳優、竹財輝之助と猪塚健太の演技を賞賛した」。
こうした反響を受け、2018年11月、ドラマのオリジナルサウンドトラックが、2019年2月、ディレクターズカット完全版および特典映像を収録したBlu-ray&DVD Boxが発売された。ディスクの売上は好調で、発売決定直後に販売予測の5倍の予約が入り、HMVのBlu-rayドラマ部門で週間セールス1位（2019/2/12時点）、Amazonテレビドラマブルーレイ売れ筋ランキング1位（同2/7時点）、楽天ブックス週間ランキング（同2/4～2/10）テレビドラマ部門第10位と、ネット発のドラマとしては異例の売れ行きを記録している。
その他の反響例は以下のとおりである。
- 原作にあまりにも肉薄した風貌と演技とで、視聴者に「木島理生が実在した」と言わしめ[46]、主演の二人を「神」と呼ぶファンも出現した[66]。
- 2019年3月2日、ファンの要望を受けて続編の上映・トークイベントがフジテレビ本社 マルチシアターにて開催され、清水プロデューサーの司会の元、出演者、原作者からファンの後押しによる続編決定への感謝と、今後の応援上映や続々編への期待が語られた[67][68][69]。
- ドラマのオリジナルサウンドトラックが配信で発売され、iTunes Store サウンドトラック部門アルバムランキング2位（2018/11/1時点）を記録した[70]。
- 本編と続編のグラビアや関係者インタビューが収録された公式ファンブックが発売され、楽天ブックス小説・エッセイ部門3位(2019/9/27時点)[71]を記録した。

ポルノグラファー 〜インディゴの気分〜
前作に勝るとも劣らない映像作品としてのクオリティが評価され、例えば、『ダ・ヴィンチ』2020年7月号の特集「ボーイズラブが動き出す」において、前作と合わせて二作品が、2020年のBL原作大型映像化ブームへの流れを加速したものと位置づけられている。また同特集において、『BLの教科書』の著者である堀あきこは、BL実写化作品のうちのすぐれた作品として、群を抜いて『ポルノグラファー～インディゴの気分』であるとする。
その他の主な反響や報道には以下のようなものがある。
- 本作の上映・トークイベントが、2019年3月2日、フジテレビ本社マルチシアターにて行われ、1話2話の上映会の後、清水一幸プロデューサー司会のもと、出演者の竹財輝之助、吉田宗洋、猪塚健太、原作者の丸木戸マキが登壇し、撮影の様子やエピソードを語った[73][68][69][74]。イベントの様子は、台湾のメディアでも動画その他で報道され[75][76]、同年3月6日、めざましテレビでも一部が紹介された[77]。また、バックステージの様子を含むほぼ全編の映像が、FODでも同年4月30日まで配信され、同年10月30日発売のBlu-ray&DVD Boxの特典映像として収録される。
- ドラマ収録時の様子や出演者が続編に取り組んだ心境などが、主演の竹財輝之助へのインタビュー[47]、主要キャスト3名へのインタビュー[48][49]（スマホのみ）、原作者も加わった座談会[19]（第5話以降のネタバレを含む）などの形で公表されている。また、FODにて竹財、吉田、大石、猪塚のインタビュー動画が配信されている。
- 「2019FOD コンテンツ発表会」で、2019年度にFOD の新作オリジナルドラマ作品のトップバッターとして紹介され、出演者らが、前作『ポルノグラファー』と合わせて視聴者からの反響や見どころを語った[66][78][79][80]。
- 2019年4月25日発売の『onBLUE』vol. 40にドラマ化記念特集が組まれ、出演者インタビューと、原作者・丸木戸マキと漫画家・座裏屋蘭丸との対談が掲載されている[81]。また、同年5月1日発売の『Audition Blue』6月号に特集記事が組まれ、出演者3名と清水プロデューサーの座談会、栁川プロデューサーへのインタビュー、FODのTwitter公式アカウント担当者へのＱ＆Ａが掲載されている。
- 当初は配信のみの予定で制作されたが、視聴者からの応援メッセージや地上波放送を希望する声に応えて、各話に編集を加えての地上波放送が決定され[30]、新たな反響を呼んだ[82]。
- オリジナルサウンドトラックはiTunes Storeアルバム部門5位を記録した（2019年7月24日時点）[83]。

#### SNSでの反響
Twitterを中心とするSNS上での視聴者の反響が大きく、ローカル局での深夜ドラマでありながら、サウンドトラックおよびBlu-ray&DVD Boxのリリース、グッズ制作、続編制作や配信版として制作された続編の地上波進出の決定につながった。
SNSでの反響の具体例は以下のとおりである。
- プロデューサーの清水一幸は、「あまりにもつぶやく方が多いということで」この作品だけは普段は見ないTwitterを最新話放映後にチェックしていた[41]。
- 主演の竹財輝之助と猪塚健太もSNSでの視聴者の反響に言及し[66]、一層の発信をうながしていた[84][85]。
- FODのTwitter公式アカウント[86]によるファン目線での発信も、SNSでの盛り上がりに大きく貢献した[8][64]（投稿は現在も閲覧可能[87][88][89][90]）。
- 清水は、この作品に対するSNSでの盛り上がりがきっかけとなって、それまで秘めごととして楽しまれていたBLをオープンに「みんなで騒いでいいんだ」と思えるものにしたことは評価されてよいのではないかとしている[7]。

### 関連商品

#### 主題歌
- 「Twilight Dreams」（2018年8月22日、鬼束ちひろ、ビクターエンタテインメント）
- 「End of the world」（2019年3月27日、鬼束ちひろ、ビクターエンタテインメント）

#### サウンドトラック
- 「ポルノグラファー」オリジナルサウンドトラック（2018年11月1日、作曲：小山絵里奈、フジパシフィックミュージック）
- 「ポルノグラファー〜インディゴの気分〜」オリジナルサウンドトラック（2019年7月23日、作曲：小山絵里奈、フジパシフィックミュージック）[91][92][93]

#### DVD・Blu-ray
- ポルノグラファー 完全版 Blu-ray&DVD Box（2019年2月6日、TCエンタテインメント）
  - 収録内容: 本編142分、特典映像43分（未公開映像集、愛欲映像集、出演者インタビュー、『on BLUE』誌上に掲載された主演二人と原作者による鼎談）
  - 特典：生写真（ランダム封入）、写真のブックレット、「春彦の手紙」現物コピー
- ポルノグラファー 〜インディゴの気分〜 完全版 Blu-ray&DVD Box（2019年10月30日、TCエンタテインメント）
  - 収録内容：本編152分、特典映像92分（未公開映像集、愛欲映像集、メイキング、トークイベント、番組トレーラー）
  - 特典：丸木戸マキ描きおろしオリジナルイラスト、ブックレット、生写真（ランダム封入）
  - フジテレビeショップでは特典生写真が、Amazonではミニポスター付限定商品が、スターダストショッパーズでは竹財輝之助劇中生写真（プリントサイン入り）の商品が販売された。

#### 書籍
- ドラマ「ポルノグラファー」「ポルノグラファー 〜インディゴの気分〜」公式ファンブック（2019年10月25日、祥伝社、ISBN 978-4-39-646061-7）[94]

#### その他
- 『ポルノグラファー』クリアファイル、クリアポスター、文庫サイズのメモ帳、ポストカードセットなど（2019年2月4日から、フジテレビe!ショップ、フジテレビショップ フジさん本店および東京駅店等）[95]（一部販売中、なくなり次第終了）
- 『ポルノグラファー 〜インディゴの気分〜』クリアファイル、ポストカード、劇中使用のマグカップ、ロックグラス、灰皿、ガラスの林檎など（2019年4月27日から、フジテレビe!ショップ、フジテレビショップ フジさん本店・東京駅店等）[95]（一部販売中、なくなり次第終了）
- 『ポルノグラファー 〜インディゴの気分〜』の着ボイス全10種類、キャスト壁紙全10種類（フジテレビコンテンツストア）[96]

## ドラマCD

### ポルノグラファー（ドラマCD）
ドラマCDとして、『ポルノグラファー』（2016年12月28日）がCROWN WORKS（合同会社ダイスエンターテイメント）から発売されている。
- ドラマCD『ポルノグラファー』は、初回盤にのみ「エピローグ」と出演者による「フリートーク」が収録されたCDが付属している。
- ドラマCD収録時の様子が、出演者らによるキャストインタビュー[97]や、原作者によるアフレコレポート[98]として公表されている。

主要キャスト
- 木島理生‐新垣樽助
- 久住春彦‐古川慎
- 城戸士郎‐松田健一郎

### インディゴの気分（ドラマCD）
ドラマCDとして、『インディゴの気分』（2017年11月28日）がCROWN WORKS（合同会社ダイスエンターテイメント）から発売されている。
- ブックレットには原作者による2頁の描きおろし漫画があり、原作の第6話「消えない炎」直後の木島と久住の様子が描かれている。
- ドラマCD収録時の様子が出演者らによるキャストインタビューとして公表されている[99]。

主要キャスト
- 木島理生 - 新垣樽助
- 城戸士郎 - 松田健一郎
- 蒲生田郁夫 - 石野竜三
- 久住春彦 - 古川慎

## 映画
『劇場版ポルノグラファー〜プレイバック〜』（げきじょうばんポルノグラファープレイバック）のタイトルで『續・ポルノグラファー プレイバック』を原作に映画化され、2021年2月26日に公開。監督はドラマ版も手掛けた三木康一郎、主演は竹財輝之助と猪塚健太がそれぞれ続投し、本作が最終章となる。

### キャスト
- 木島理生：竹財輝之助
- 久住春彦：猪塚健太
- 明実春子：松本若菜[101]
- 明実静雄：奥野壮[101]
- 木島菜月：小林涼子[101]
- 木島洋次：前野朋哉[101]
- 城戸士郎：吉田宗洋
- 蒲生田郁夫：大石吾朗

### スタッフ
- 原作：丸木戸マキ『續・ポルノグラファー プレイバック』（祥伝社 on BLUE comics）
- 監督・脚本：三木康一郎
- 音楽：小山絵里奈
- 主題歌：鬼束ちひろ『スロウダンス』（ビクターエンタテインメント）[102]
- 製作代表：細田光人
- エグゼクティブプロデューサー：野間一平、大田達朗
- 企画・プロデュース：清水一幸
- チーフプロデューサー：稲垣竜一郎
- プロデューサー：山本容子、宮阪直樹
- 制作プロデューサー：武井哲
- アソシエイトプロデューサー：宇野木幸太郎
- ラインプロデューサー：見黒広太
- 撮影：小宮山充
- 照明：木村匡博
- 録音：原川慎平
- 美術：田中真紗美
- スタイリスト：田中亨奈
- ヘアメイク：anna
- 装飾：酒井拓磨
- 制作担当：米田伸夫
- 助監督：塩入秀吾
- 配給：松竹ODS事業室
- 制作プロダクション：東北新社
- 企画・制作：フジテレビジョン
- 製作：松竹開発企画部